# Wołyń-2 Łuck
Wołyń-2 Łuck (ukr. ФК «Волинь-2» Луцьк) – ukraiński klub piłkarski, mający siedzibę w mieście Łuck, w północno-zachodniej części kraju, grający w sezonie 2020/21 w rozgrywkach ukraińskiej Drugiej ligi.

## Historia
Chronologia nazw:
- 2020: Wołyń-2 Łuck (ukr. ФК «Волинь-2» Луцьк)

Klub piłkarski Wołyń-2 został założony w Łucku latem 2020 roku i był drugą drużyną klubu Wołyń Łuck. Latem 2020 roku klub zgłosił się do rozgrywek Drugiej ligi (D3) i otrzymał status profesjonalny.
W sezonie 2021/22 w Drugiej lidze zrezygnowano z udziału drugich drużyn klubów w związku z dużą liczbą nowo przyjętych zespołów.

## Barwy klubowe, strój, herb, hymn
|  |  |

Klub ma barwy biało-malinowe. Piłkarze domowe spotkania zazwyczaj grają w białych koszulkach z czerwonym krzyżem, białych spodenkach oraz białych getrach.

## Sukcesy

### Trofea międzynarodowe
Do chwili obecnej klub jeszcze nigdy nie zakwalifikował się do rozgrywek europejskich.

### Trofea krajowe
| \| \| Zdobyte trofea w rozgrywkach Ukrainy (stan na: 31-05-2021) \| |                                                            |      |          |
| Rozgrywki                                                           | Osiągnięcie                                                | Razy | Sezon(y) |
| · Mistrzostwo                                                       | I miejsce                                                  | 0    |          |
| · Mistrzostwo                                                       | II miejsce                                                 | 0    |          |
| · Mistrzostwo                                                       | III miejsce                                                | 0    |          |
| Puchar                                                              | zdobywca                                                   | 0    |          |
| Puchar                                                              | finalista                                                  | 0    |          |
| II liga                                                             | I miejsce                                                  | 0    |          |
| II liga                                                             | II miejsce                                                 | 0    |          |
| II liga                                                             | III miejsce                                                | 0    |          |
| Ukraina                                                             | Zdobyte trofea w rozgrywkach Ukrainy (stan na: 31-05-2021) |      |          |

- Druha liha (D3):
  - 12. miejsce (1x): 2020/21 (A)

## Poszczególne sezony

### Rozgrywki międzynarodowe

#### Europejskie puchary
Nie uczestniczył w rozgrywkach europejskich.

### Rozgrywki krajowe
| \| Ukraina \| Bilans występów klubu w rozgrywkach piłkarskich Ukrainy (Stan na 5 października 2020 r.) \| \| |                                                                                          |        |       |   |   |   |    |    |     |         |        |        |      |
| Poziom | Rozgrywki                                                                                | Sezony | Mecze | Z | R | P | B+ | B– | Pkt | Lata    | Awanse | Spadki | Naj. |
| I | Premier-liha                                                                             | 0      |       |   |   |   |    |    |     |         | 0      | 0      |      |
| II | Persza liha                                                                              | 0      |       |   |   |   |    |    |     |         | 0      | 0      |      |
| III | Druha liha                                                                               | 1      |       |   |   |   |    |    |     | 2020/21 | 0      | 0      | 12   |
| IV | Amatorska liha                                                                           | 0      |       |   |   |   |    |    |     |         |        |        |      |
| | Puchar Ukrainy                                                                           | 0      |       |   |   |   |    |    |     |         | 0      | 0      |      |
| Ukraina | Bilans występów klubu w rozgrywkach piłkarskich Ukrainy (Stan na 5 października 2020 r.) |        |       |   |   |   |    |    |     |         |        |        |      |

## Piłkarze, trenerzy, prezydenci i właściciele klubu

### Piłkarze

#### Aktualny skład zespołu
Klub ma na sezon wspólną listę zawodników z główną drużyną.

### Trenerzy
- 07.2020–...:  Albert Szachow

### Prezydenci
- 10.07.2013–...:  Witalij Kwarciany

## Struktura klubu

### Stadion
Klub piłkarski rozgrywa swoje mecze domowe stadionie Awanhard. Po ostatniej rekonstrukcji 2002 może pomieścić 10 792 widzów i ma wymiary 106 x 75 metrów. Stadion należy do miasta Luck.

### Inne sekcje
Klub oprócz głównej drużyny prowadzi drużynę młodzieżowe oraz dla dzieci, grające w turniejach miejskich.

### Sponsorzy
- Favbet

## Kibice i rywalizacja z innymi klubami

### Rywalizacja
Derby Zachodniej Ukrainy należy do najważniejszych na Ukrainie. Do pierwszego meczu pomiędzy Wołynią i Karpatami doszło tuż po odzyskaniu niepodległości przez Ukrainę w 1990.